# Kristina Forstén
Kristina Forstén, född 29 november 1867 i finska Nedertorneå socken, död 24 december 1945 i Klara församling i Stockholm, var en svensk målare.
Kristina Forstén representerar ett äktnaivt konstnärskap. Hon föddes i finska Tornedalen och var dotter till en smed. Som ung kom hon till Haparanda och arbetade sedan i Skåne och i Stockholm, bland annat som jungfru hos en kyrkoherde som hon blev förälskad i. År 1926 flyttade hon till Bredviken i nuvarande Kalix kommun. Hon försörjde sig genom att baka anisbröd, en sorts flottyrkokade bakverk, som hon gick runt och sålde. Samtidigt utförde hon stora, detaljrika målningar med en subtil symbolik. Exempelvis utvecklade hon ett slags prästkomplex som gestaltades i bild. Ingen satte värde på hennes konst, men hon ansåg själv att hon var en stor konstnär trots all oförståelse. Efter hennes död brändes hennes tavlor. Företagsledaren och uppfinnaren Eric Rothfjell lyckades dock leta reda på ett fåtal och bidrog till att Forstén uppmärksammades efter sin död. När det franska konstförlaget Hazan 1983 gav ut en exposé över äktnaiv konst fick hon företräda Sverige och presenterades som ”cette boulangère ambulante de Kalix-Bredvik”.
Då Forstén mot slutet av sitt liv var intagen för psykiatrisk vård i Stockholm – först på Beckomberga och sedan på Norrtulls sjukhus – gjorde hon ett slags tredimensionella landskap av fetvadd, kottar och andra så kallade funna objekt.  
Forstén har postumt ställts ut i Stockholm, Luleå och Kalix samt på Centre culturel suédois i Paris. En oljemålning av henne finns i Norrbottens museum.